# Batterij van Zuydcoote
De Batterij van Zuydcoote is een kustfort in de Franse gemeente Leffrinkhoeke. Ze bevindt zich in de duinen aan de Noordzeekust en werd gebouwd aan het einde van de 19de eeuw.

## Geschiedenis
Na het einde van de Frans-Duitse Oorlog van 1870-1871 werd besloten een serie versterkingen langs de Franse grens aan te leggen. De Franse generaal Séré de Rivières zorgde voor het hoofdontwerp en tussen 1875 en 1885 werden 196 forten, 58 kleine werken en 278 batterijen gebouwd.
De Batterij van Zuydcoote ligt het meest westelijk en had tot doel de belangrijke vaargeul ten oosten van de havenstad Duinkerke, langs Zuidkote, te beschermen. In zee liggen veel zandbanken evenwijdig aan de kust en schepen moesten hier een stuk langs de kust varen om de haven te bereiken.

## Bouw en bewapening
De batterij werd gebouwd met gele bakstenen. Ze kreeg 10 open schietplatforms die merendeels naar zee waren gericht en een paar naar het oosten. Hier stonden in 1904 zes kanonnen met een kaliber van 9,5 centimeter en vier kanonnen van 19 centimeter opgesteld. De kanonnen gericht naar het oosten hadden samen met het geschut van Fort des Dunes tot taak de toegangsroute over land door de duinen te blokkeren. Het Fort des Dunes ligt circa een kilometer landinwaarts en werd tegelijkertijd gebouwd. De twee militaire locaties waren met een spoorlijn verbonden.
De batterij kreeg een polygonaal stelsel met de lange kant evenwijdig aan de kust. De gebouwen werden gemaakt van dik metselwerk en afgedekt met een laag zand om de explosieve werking van de vijandelijke granaten af te zwakken alvorens de muren werden bereikt. Het geheel werd omringd met een droge gracht met een dubbele caponnière op twee hoeken van waaruit de vijandelijke troepen die in de droge gracht waren gekomen beschoten kon worden. De bemanning van de batterij bestond uit iets meer dan 100 man.
Door de ontwikkeling van de artillerie en de munitie werd de explosieve kracht van de granaten vergroot. Bakstenen muren boden hiertegen onvoldoende bescherming en de forten waren snel na de bouw al verouderd. De batterij is diverse malen aangepast om het te laten voldoen aan de vooruitgang in militaire technologie en inzichten. In 1913 werden de kanonnen van 19 centimeter vervangen door vier zwaardere exemplaren met een kaliber van 24 centimeter.

## Duitse bezetting
Tijdens de Tweede Wereldoorlog nam de Duitse bezetter de batterij in gebruik als Batterie Malo Terminus. Het werd een onderdeel van de Atlantikwall. Veel betonnen bunkers zijn er bijgebouwd en bestaande Franse gebouwen werden aangepast om te voldoen aan de Duitse eisen. Naast een bunker met vuurleiding direct bij de batterij was er ook een radarpost op het dak van Fort des Dunes die de batterij van informatie voorzag over de locatie van geallieerde schepen.

## Tegenwoordig
Het terrein is nog in Franse staatshanden maar is over het strand of door de duinen vrij toegankelijk. Veel gebouwen zijn in slechte staat, dichtgemetseld of vol met zand. Op het strand liggen diverse Duitse bunkers die van de fundering zijn geslagen door de erosie van de zee.

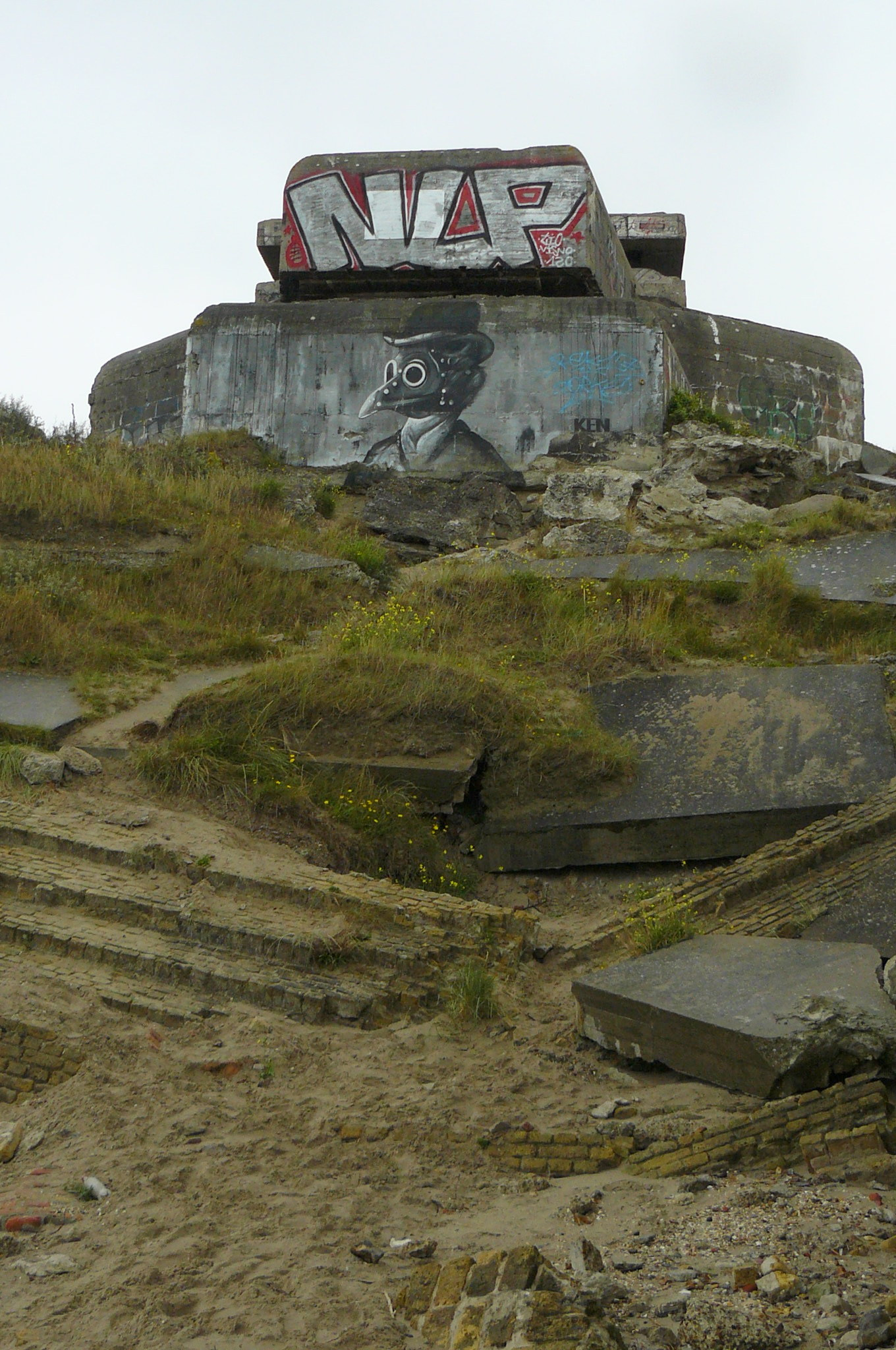
Duitse vuurleidingsbunker en een deel van de, omgevallen, bakstenen muur
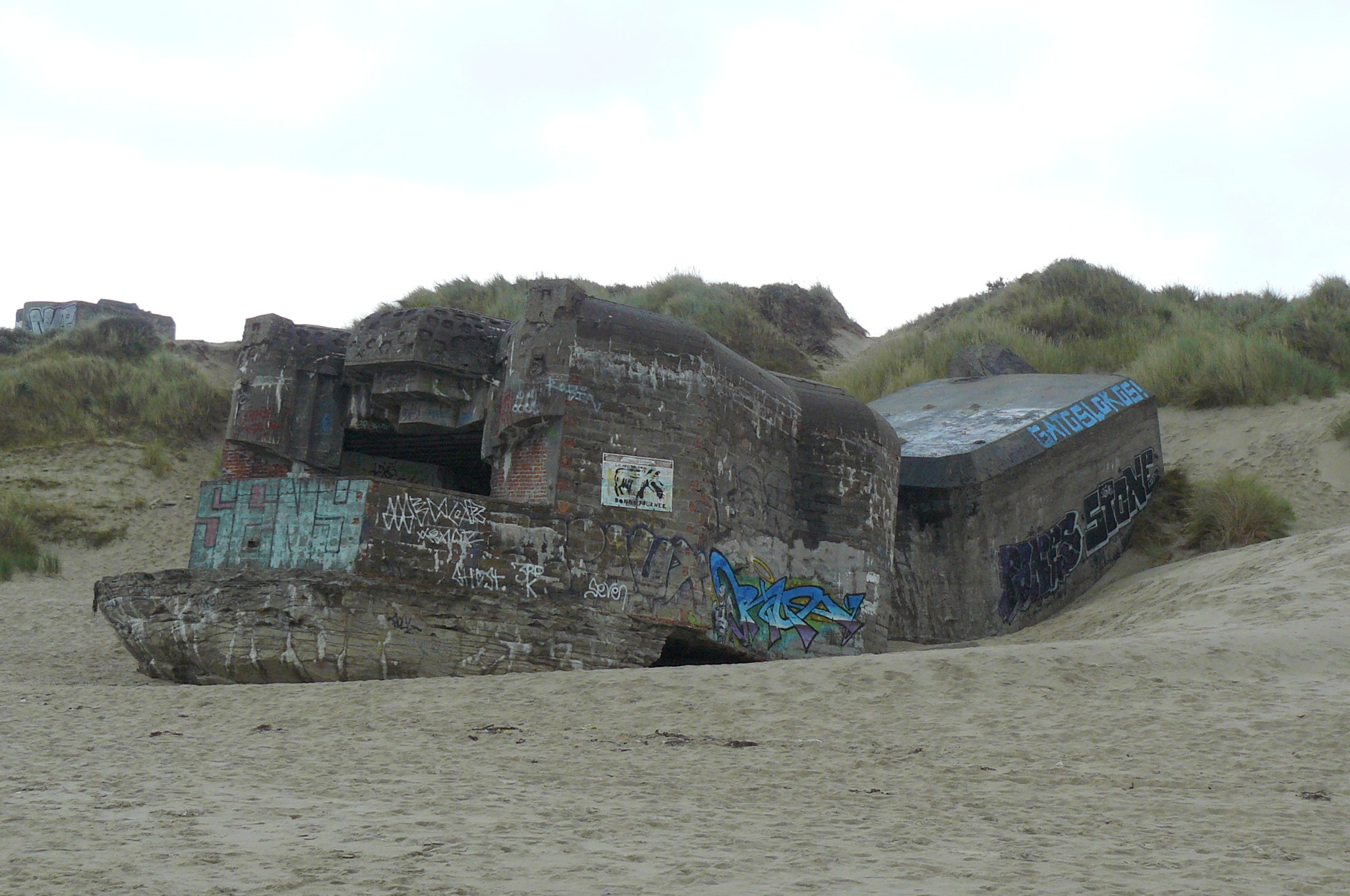
Duitse bunker op strand